# ایروان‌لی (یولاخ)
ایروان‌لی (به لاتین: İrəvanlı) منطقه‌ای مسکونی در جمهوری آذربایجان است که در شهرستان یولاخ واقع شده است. ایروان‌لی ۲۲۷ نفر جمعیت دارد.